# Hildesheimi Szűz Mária mennybevétele katedrális
A hildesheimi Szűz Mária mennybevétele katedrális, más néven a hildesheimi dóm korai román stílusú műemlék templom Hildesheimban, Németország Alsó-Szászország tartományában. A Hildesheimi egyházmegye székesegyháza. 1985-ben a hildesheimi Szent Mihály-templommal együtt a világörökség részévé nyilvánították.

## Története
A dómot Altfrid püspök idejében, 872-ben építették, majd a 11. század és 14. század között lényegesen átépítették és kibővítették. Az összes ezután következő építmény a régi alapokra épült. 
A dómot körülvevő udvaron még ma is világosan látszik a Bernward von Hildesheim püspök idejéből származó dómvár szerkezete. 
A második világháborúban a dóm majdnem teljesen elpusztult, de 1950 és 1960 között újra felépítették. Ennek során a korábbi barokk átépítéseket eltüntették, a dóm visszakapta eredeti korai román stílusát. A püspökség 2015-ös, 1200-éves jubileumára készülve átfogó restaurálást végeztek rajta.

## Az ezeréves rózsatő

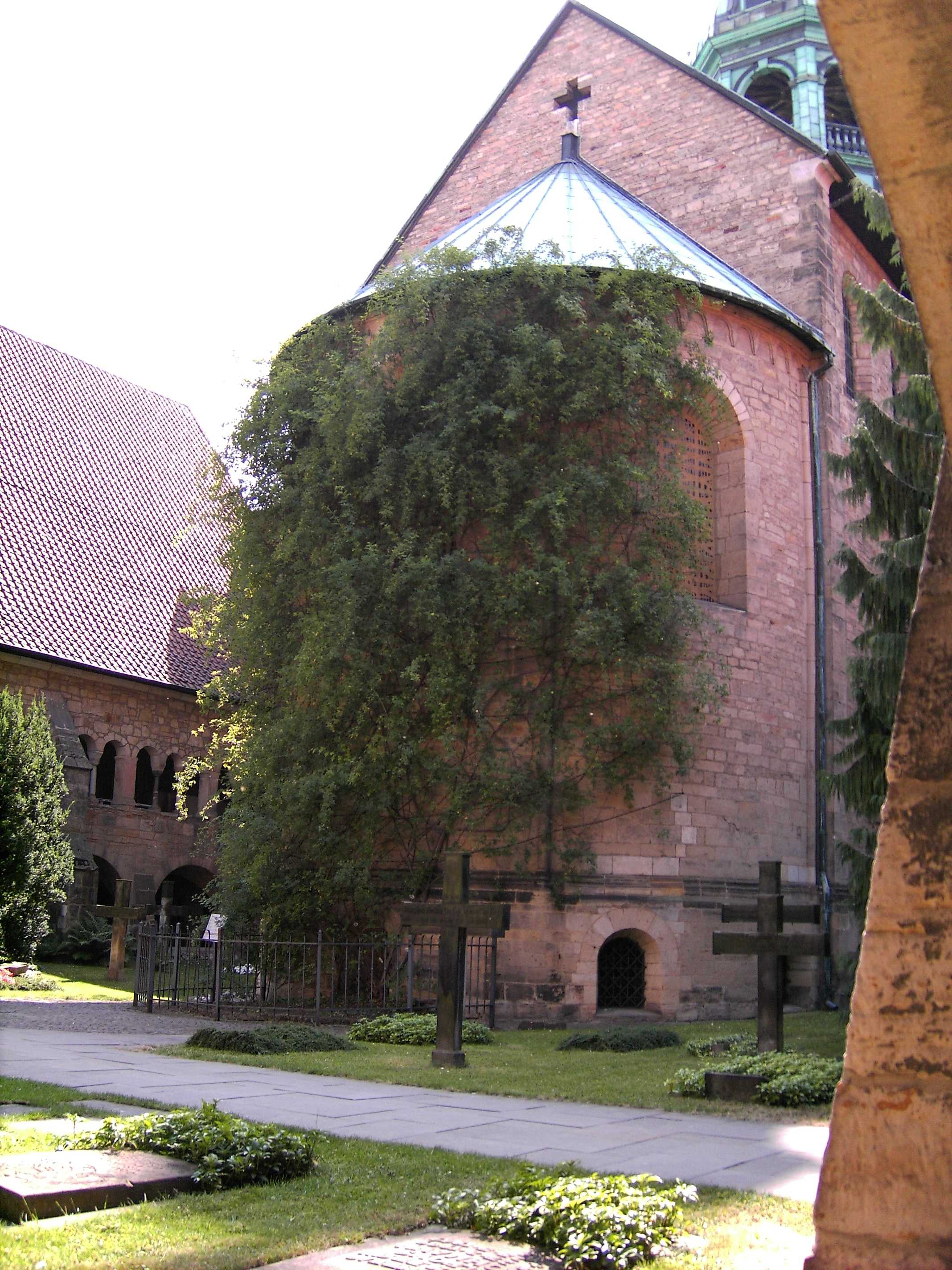
Az ezeréves rózsatő

A dóm nevezetessége az úgynevezett ezeréves rózsatő, amely az apszis külső falánál nő, a kerengő belső udvarán. A rózsa pontos korát nem lehet megállapítani; a rózsatőlegenda szerint 815-ből származik. 
Úgy mesélik, hogy Jámbor Lajos vadászat közben az erdő közepén szentmisét hallgatott. Közben felakasztotta a magával hozott Mária-ereklyetartót egy vadrózsabokor ágára, amit a mise után már nem lehetett az ágról levenni. Ebből a jelből a császár arra következtetett, hogy itt és nem máshol kell megalapítania az Elze városába tervezett püspökséget, és Szűz Máriának kell szentelnie, mivel az ő jelképe a rózsa. 
A mai rózsatő megléte legalább négyszáz évre visszamenőleg folyamatosan bizonyított. 
A világháború alatt, 1945-ben repesz- és gyújtóbomba-találatok érték a dómot és az apszist a rózsatővel együtt. A rózsából a romok alatt csak egy elszenesedett csonk maradt, és azt lehetett hinni, hogy ezzel vége a híres rózsatőnek. A gyökere azonban sértetlen maradt és rövid időn belül új ágakat hajtott. Azóta a rózsafa ágait kis fémtáblákkal jelölik, azt az évet írva rá, amikor az ág kihajtott. A város lakossága az újrakezdés reményének tekintette a rózsatövet és azóta a rózsa a város jelképévé is vált. Úgy vélik, hogy a hildesheimi rózsatő a világ legrégebbi élő rózsája.

## A dóm belseje és műkincsei

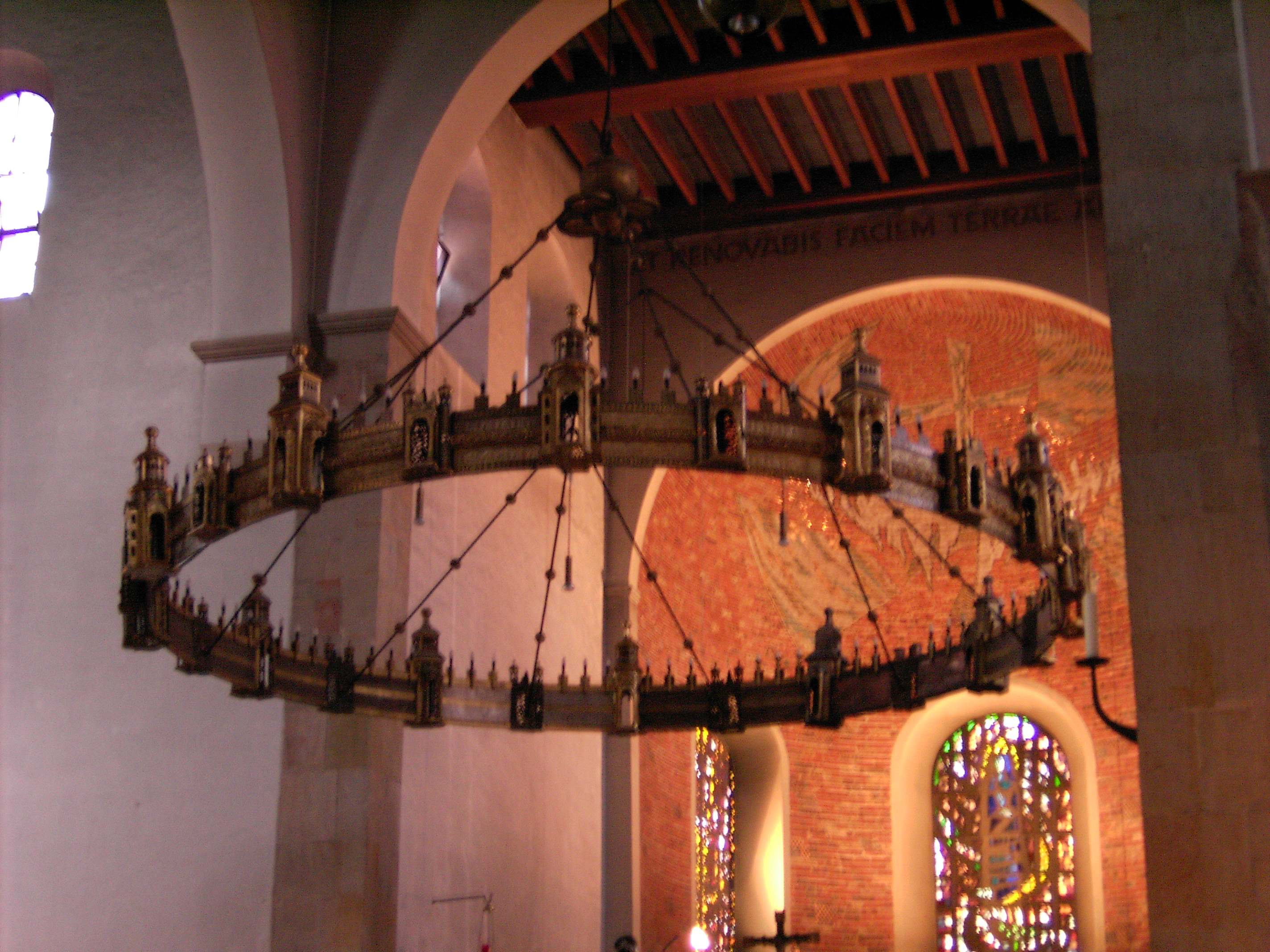
A Hezilo-csillár

Világhírűek a Bernward (993–1022) idejéből származó bronzalkotások:
- az 1015-ből származó Bernward-kapu, rajta bibliai jelenetekkel,
- az 1020-ban készített Krisztus-oszlop, rajta Jézus cselekedeteivel.

További műkincsek:
- a román stílusú Hezilo-csillár, a 11. századból az égi Jeruzsálem ábrázolásával
- Páviai Szent Epiphanius ereklyetartója, a főoltár alatt
- Hildesheimi Szent Gotthárd ereklyetartója, a kriptában
- a Bernward-kereszt és további díszes ereklyetartók és kegytárgyak, a dóm múzeumában
- a késő román kori bronz keresztelőmedence 1225

A háború utáni korszakból említésre méltó a Mária-ablak, valamint az apszis mozaikja, amely a háborús pusztításra emlékeztet.

## Fordítás
Ez a szócikk részben vagy egészben a Hildesheimer Dom című német Wikipédia-szócikk ezen változatának fordításán alapul.  Az eredeti cikk szerkesztőit annak laptörténete sorolja fel. Ez a jelzés csupán a megfogalmazás eredetét és a szerzői jogokat jelzi, nem szolgál a cikkben szereplő információk forrásmegjelöléseként.